# Bensonocythere arenicola
Bensonocythere arenicola är en kräftdjursart som först beskrevs av Joseph Augustine Cushman 1906.  Bensonocythere arenicola ingår i släktet Bensonocythere och familjen Hemicytheridae. Inga underarter finns listade.